# مارشال أيوب
مارشال أيوب (5 ديسمبر 1988 في بنغلاديش - ) (بالبنغالية: মার্শাল আইয়ুব)‏ هو لاعب كريكت بنغلاديشي. لعب مع Chittagong Vikings ‏ وKhulna Tigers ‏ وBarisal Division cricket team ‏ وChittagong Division cricket team ‏ وDhaka Division cricket team ‏ وDhaka Metropolis cricket team ‏.

## وصلات خارجية
- مارشال أيوب على موقع إي آس بي آن كريك إنفو (الإنجليزية)